# Hobbs-Observatorium
Koordinaten: 44° 48′ 57″ N, 91° 16′ 18″ W
Das Hobbs-Observatorium  ist ein Observatorium im Eau Claire County in Wisconsin.
Es befindet sich im Besitz der Fakultät Physik und Astronomie der Universität von Wisconsin-Eau Claire und wird auch von ihr betrieben. Weiterhin ist das Hobbs-Observatorium der Sitz der „Chippewa Valley Astronomical Society“ (Chippewa-Valley-Astronomie-Gesellschaft). Es befindet sich im Beaver Creek Reserve, ca. 6,5 km nördlich von Fall Creek. Das Hobbs-Observatorium wurde nach der Hobbs Foundation benannt, einer örtlichen, gemeinnützigen Organisation. Die Hobbs Foundation stellte für den ursprünglichen Bau und den Erwerb des Navy-Teleskops 1978 Finanzmittel bereit. Des Weiteren wurde ein 24-Zoll-Teleskop angeschafft. Am gleichen Standort befindet sich noch ein kleinerer 14-Zoll-Spiegel. Außerhalb des Gebäudes befinden sich zudem zwei Radioteleskope.